# The Levitation Shuffle
The Levitation Shuffle  ist ein Jazzalbum von Wally Shoup, Gust Burns, Reuben Radding und Greg Campbell. Die am 11. November 2003 in den Aleph Studios in Seattle und am 4. Februar 2004 im Jack Straw Studio, Seattle, entstandenen Aufnahmen erschienen 2007 auf Clean Feed Records.

## Hintergrund
Der Altsaxophonist Wally Shoup, der Bassist Reuben Radding, der Schlagzeuger Greg Campbell und der Pianist Gust Burns sind alle seit langem mit der Avantgarde-Szene Seattles verbunden, wo diese Session aufgenommen wurde. Der inoffizielle Anführer Shoup war in der Untergrund-Szene des Westküste ab den 1980er-Jahren für seine hitzige Theatralik an der Seite der E-Gitarristen Nels Cline und Thurston Moore bekannt, notierte Troy Collins.
Der Bassist Reuben Radding und der Schlagzeuger Greg Campbell waren zum Zeitpunkt der Aufnahmen langjährige Mitarbeiter des Saxophonisten,  während der Pianist Gust Burns ein Neuzugang der Gruppe war.

## Titelliste
- Shoup / Burns / Radding / Campbell : The Levitation Shuffle (Clean Feed)[2]

1. Heraldic Quadraphony	5:50
2. Meta-Morphed	11:11
3. Caressing the Cube	5:43
4. Meson Masons	5:05
5. Fins 'n' Hoodoos	12:03
6. Stacatto Flue	6:52
7. Arching the Energy Puzzle	9:30

Die Kompositionen stammen von Wally Shoup, Greg Campbell, Gust Burns und Reuben Radding.

## Rezeption
Scott Yanow verlieh dem Album in Allmusic vier Sterne und schrieb, der Saxophonist Wally Shoup würde ein experimentierfreudiges Quartett durch sieben freie Improvisationen führen. Die Musik sei durchweg leidenschaftlich und intensiv, doch jedes Stück scheine seinen tieferen Sinn zu haben und vermeide Abschweifungen oder Übertreibungen. Das Zusammenspiel der Musiker, insbesondere des Bassisten Reuben Radding und des Schlagzeugers Greg Campbell, sei beeindruckend. Es gebe hier genügend Stimmungsvariationen und Wechsel dominanter Ideen, um dieses Album durchgehend interessant zu halten.
Als Anhänger der nicht-idiomatischen Improvisation würde Shoup mit einer ausgelassenen strukturellen Sensibilität spielen, die über bluesbasierte Idiome hinaus in Welten reinen Klangs reiche, urteilte Troy Collins in All About Jazz. Er nutze die akustische Umgebung aus, variiere seine Palette und verwische seinen Angriff von Wirbeln melancholischen Hell-Dunkels bis hin zu sengenden Glut in stürmischer Inbrunst. Das Album reiche vom Kathartischen zum Introspektiven und verkörpere eine Reihe akustischer Klanglandschaften, von düsterer, melancholischer Reflexion bis hin zu brodelnder, aus den Fugen geratener Wut. Die empathische Fingerfertigkeit des Quartetts sei gut spürbar, ebenso die intuitive Koordination. The Levitation Shuffle sei ein lohnendes Dokument freier Improvisation aus dem pazifischen Nordwesten und ermögliche es den Zuhörern, eine fruchtbare, kreative Szene jenseits der üblichen Metropolen zu entdecken.